# 北極星直升機

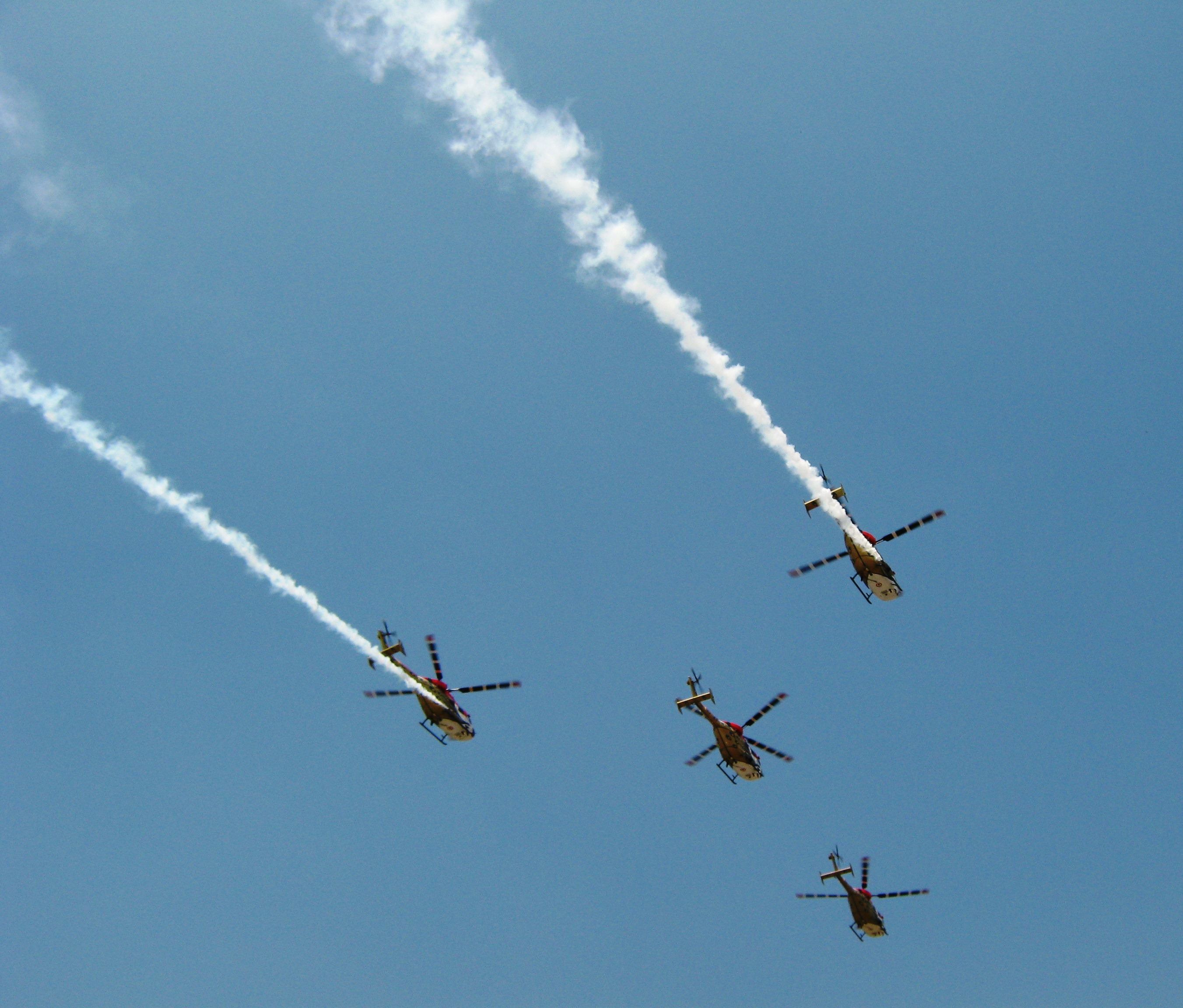
四架編隊於印度國慶

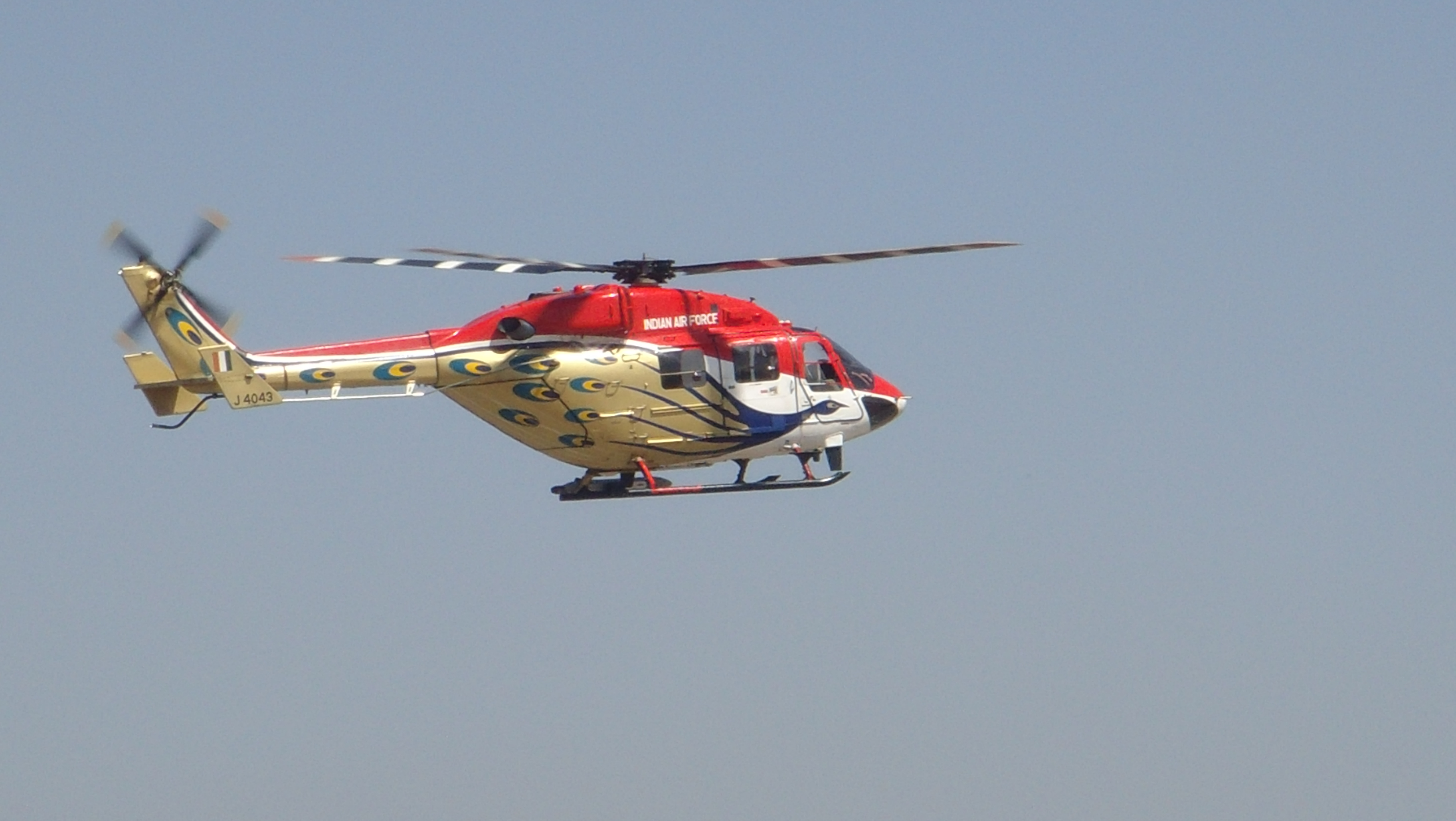
民用Dhruv (CS)

北極星直升機(HAL Dhruv)是印度斯坦航空有限公司開發的通用直升機，屬於軍民兩用型。

## 發展
1980年代印度決定自製軍用直升機，印度斯坦航空公司在原德國MBB公司(現併入歐洲直升機公司)的協助下研製北極星計畫，1989年第一架樣本機ALH (Z-3182)產出，1992年試飛而1991年印度經濟危機發生讓軍方一度取消購買計畫，之後十年進行了大量圖紙改動並改用美國CTS800發動機，放棄自製發動機。21世紀初期軍方重新決定量產後2002年開始服役，但由於美國因核武問題經濟制裁印度而改用法國TM333-2B2發動機。

## 評價
有評價認為北極星直升機的飛安紀錄非常惡劣，印度自身已出現20起以上空難都是非戰鬥損失，其外銷厄瓜多爾的七架軍用有四架墜機，其中一架是在閱兵式上當眾墜毀，厄國決定封存剩餘三架打算轉賣但無人購買。哥伦比亚、巴西和智利等國也取消購買計畫。

## 機型
- 軍用
  - Mk.1 - 原始量產版本共生產56架
  - Mk.2 - 改為電腦化座艙
  - Mk.3 - 換裝Shakti-1H(法製Ardiden-1H)引擎，大幅改裝航電和指揮通訊系統
  - Mk.4 - 武裝直升機版本，稱為 HAL Rudra，加裝了紅外線和航電改進

- 民用
  - Dhruv (C) 類比儀表的早期版
  - Dhruv (CFW) 車輪版本
  - Dhruv (CS) 腳架版本
  - Garuda Vasudha 裝有德國產地型偵測器

## 使用國
- 印度 - 200架以上[7]
- 以色列[5] - 租用一架民用型
- - 購買七架陸軍型 (四架墜毀[5]，三架封存待售)
- 模里西斯[5] - 三架民用型供警用[8]
- 馬爾地夫[5] - 二架民用型供警用
- 尼泊尔[5] - 由尼泊爾空軍使用

- 土耳其
- 秘魯

## 技術規格
参考资料：Jane's All the World's Aircraft
基本信息
- 机组：2人
- 容量：12 乘員 (緊急時可14人)
- 長度：15.87米（52英尺1英寸）
- 宽度：3.15米（10英尺4英寸）
- 高度：4.98米（16英尺4英寸）
- 总重：4,445（9,800磅）Mk III型
- 最大起飛重量：5,500（12,125磅）Mk III 型
- 燃料容量：1,055（2,326磅）
- Payload: 1,500（3,300磅） underslung (Mk II)
- Payload: 1,000（2,200磅） underslung (Mk III)
- 发动机：2台Turbomeca TM 333-2B2渦輪扇葉，每台807千瓦特（1,082匹馬力）(Mk I and II)
- 发动机：2台HAL/Turbomeca Shaktiturboshaft，每台1,068千瓦特（1,432匹馬力）(Mk III )
- 主旋翼直徑：13.2米（43英尺4英寸）
- 主旋翼面積：136.85平方（1,473.0平方英尺）

性能
- 巡航速度：250每小時；155英里每小時（135節）for Mk III
- 絕不超過速度：291每小時；181英里每小時（157節）for Mk III
- 航程：630；391英里（340海里）for Mk III
- 续航时间：3 小時 42分鐘( Mk III)
- 升限：6,100（20,000英尺） [10]
- 爬升率：10.33每秒（2,033英尺每分鐘）
- ：40.19每平方（8.23磅每平方英尺）

航電

- RWS-300雷達告警系統或 LWS-310 雷射告警系統
- MAW-300 飛彈來襲警告器
- SAAB IDAS-3 防衛干擾彈套件
- BOP-L ECM 防護器